# Cannes-et-Clairan
Cannes-et-Clairan é uma comuna francesa na região administrativa de Occitânia, no departamento de Gard. Estende-se por uma área de 12,13 km². Em 2010 a comuna tinha 552 habitantes (densidade: 45,5 hab./km²).